# 꽉 잡아!
《꽉 잡아!》(영어: Hold on tight 또는 ZZBA)는 대한민국의 애니메이션으로, 2020년 12월 10일부터 2021년 4월 22일까지 KBS 1TV에서 방영했다.

## 방송 일시
| 방송 채널 | 방송일                             | 방송 시간 |
| --------- | ---------------------------------- | --------- |
| KBS1      | 2020년 12월 10일 ~ 2021년 4월 22일 | 종료      |

## 줄거리
특성화 고등학교, 봄내. 신설된 봄내 특성화고등학교, 봄내의 새 학기가 시작됐다. 신설인지라 1학년뿐인 이곳에 귀여운 괴짜들이 모여들었다.
대학이 목표가 아닌 그들은 세계적인 장인이 되고 싶은 학생부터 매일매일 맛있는 거 먹고 잠 잘 자는 게 목표인 학생까지 각자마다 다채로운 꿈들이 있다. 우리의 주인공이자 무념무상의 아이콘인 권두언의 꿈은 과연 무엇이었을까?
안 아프게 살고 아무 걱정 없이 잘 먹고 잘 살기. 봄내에 입학하고 그의 17세에, 인생의 획을 긋는, 두언의 역사에 남을 새로운 사건들이 발생한다. 두언에게 새로운 친구들이 생긴다. 빛나는 눈빛의 혼혈아 종선. 순정만화주인공처럼 보이지만 진심 사차원인 기민철. 학교 짱은 도맡아 할 거 같은 위세와 덩치를 가졌지만 언제나 조용한 것을 원하는 나대우. 또한 만나면 으르렁 거리는 천적도 생긴다. 이사장의 아들, 안하무인인 지근욱 그리고, 그를 주축으로 형성된 불량서클 소양아의 멤버들 1, 2, 3이다. 그리고 무엇보다도 두언에게 가장 큰 사건은, 첫사랑 아라와의 만남이다. 여학생들에게 적잖은 인기 있던 두언에게 첫눈에 반한다는 것이 세상에 있다는 것을 알려준 아라. 두언은 아라를 위해서는 무엇이든 할 수 있을 거 같았다. 아라가 행복하다면!!! 사랑을 알게 된 두언은 사랑이 주는 것이 그러하듯이, 상처도 입는다. 그리고 두언에게 꿈이 생긴다. 바로 목공이라는 세계를 알게 되고 숨겨져 있던 소질을 발견하다. 무엇보다도 그 일에 대한 열정이 두언을 가슴 뛰게 한다.

## 등장 인물
- 권두언
- 고아라
- 기민철
- 선종선
- 정수진
- 나대우
- 윤지석
- 지근욱
- 이대로

## 목소리 출연
- 탁원정: 권두언
- 신온유: 고아라, 조안나
- 변영희: 기민철
- 이정민: 선종선, 이대로
- 김사라: 정수진
- 이광수: 나대우
- 오인성: 지근욱, 권두언 할아버지
- 박주광: 윤지석, 평강
- 안소이: 권두언 엄마, 허민정

## 제작진
- 책임프로듀서: 김자현 (1 ~ 14화) → 박성주 (15 ~ 16화)
- 프로듀서: 목훈, 조홍준, 박성준
- 기획/제작: 남진규
- 총감독·시나리오 각색: 오자균
- 시나리오: 윤진
- 스토리보드: 오자균 / 송길헌, 레드독 컬쳐하우스
- 기술감독: 오건
- 3D제작: 강승수
- 미술감독: 김병기
- 캐릭터디자인: 김용식 / 송길헌, 레드독 컬쳐하우스
- 소품디자인·배경보드: 김병기 / 이주경, 레드독 컬쳐하우스
- 배경디자인: 김병기 / 이상하, 레드독 컬쳐하우스
- 편집: 민경호, 유성종
- 홍보 마케팅: 장대한
- 제작PD: 이춘무
- 2D제작: (주)제이플러스, (주)마이티막스, (주)AMH
- 원화: 고성직, 전두환, 박해균, 이철성, 박훈, 신상태, 최우식, 서인경, 김경미, 김미경, 최정화, 강태식, 김경수, 김민정, 김세창, 나유민, 박종준, 소호성, 이용관, 최승혁
- 동화: 김경숙 외
- 컬러: 김미진 외
- 배경: 신희정 외
- 파이널: 이남규 외
- 촬영: 함석기 외
- 녹음&편집&사운드디자인: 김한나 / 주노
- 믹싱: 김희집 / 김한나
- 음악감독&주제가 작사&작곡: 이피어나
- 노래: 탁구
- 녹음: GG Sound
- 제작투자: 대교위풍당당콘텐츠코리아투자조합 손석인 / 노재승
- 제작지원: 2015한국콘텐츠진흥원지역특화문화콘텐츠개발지원, 춘천시, 강원정보문화진흥원(GICA) 안유섭 / 이원민 / 홍준성
- 홈페이지: KBS미디어 정유현
- 종합편집: 강희수
- 컴퓨터그래픽: 황은서
- 조연출: 차한결
- 연출: 목훈
- 기획: KBS
- 제작: DPS
- 저작권: DPS, 대교위풍당당콘텐츠코리아투자조합, SKB All Rights Reserved.

## 방영 목록
- AGB 닐슨 미디어리서치

| 회차       | 제목               | 방송 일자        | 전국 시청률(증감치) |
| ---------- | ------------------ | ---------------- | ------------------- |
| 1화        | 특별한 학교        | 2020년 12월 10일 | 0.2%                |
| 2화        | 진짜와 가짜 사이   | 2020년 12월 17일 | 0.3%                |
| 3화        | 금방 사랑에 빠지다 | 2020년 12월 24일 | 0.3%                |
| 4화        | 나는 장난이 아냐!  | 2020년 12월 31일 | 0.4%                |
| 5화        | 처음으로 한 생각   | 2021년 1월 7일   | 0.3%                |
| 6화        | 너 때문에 밤샜다   | 2021년 1월 14일  | 0.3%                |
| 7화        | 버릴건 버린다는 것 | 2021년 1월 21일  | 0.3%                |
| 8화        | 단어의 의미        | 2021년 1월 28일  | 0.1%                |
| 9화        | 이성보다 마음      | 2021년 2월 18일  | 0.2%                |
| 10화       | 친구와 친구        | 2021년 2월 25일  | 0.2%                |
| 11화       | 두려워하지 말자    | 2021년 3월 4일   | 0.1%                |
| 12화       | 마음의 핑계        | 2021년 3월 11일  | 0.5%                |
| 13화       | 비뚤어진 모습      | 2021년 3월 25일  | 0.1%                |
| 14화       | 마음의 빚          | 2021년 4월 8일   | 0.1%                |
| 15화       | 알고 싶지 않아     | 2021년 4월 15일  | 0.2%                |
| 최종화(16) | 결심의 순간        | 2021년 4월 22일  | 0.2%                |